# Île de Vaux (Méry-sur-Oise)
Ne doit pas être confondu avec Île de Vaux.
L'île de Vaux est une île de l'Oise faisant partie du territoire de la commune de Méry-sur-Oise (Val-d'Oise). 

## Description
Elle s'étend sur environ 1,2 km de longueur pour une largeur de moins de 80 m. 

## Histoire
Une scierie y a fonctionné au XIXe siècle. 